# Чибизовка (Поворинский район)
Чибизовка — посёлок в Поворинском районе Воронежской области.
Входит в состав Рождественского сельского поселения.

## География
В селе имеется одна улица — Революционная.

## Население
| 2010 |
| ---- |
| 22   |